# Paul V Esterházy
Paul V Esterházy (de son nom de naissance Esterházy Pál Mária Lajos Antal Galánthai Esterházy, en français Paul Marie Louis Antoine Esterházy de Galanta), né le 23 mars 1901 et mort le 25 mai 1989, est un prince hongrois, membre de la famille Esterházy.

## Biographie

### Jeunesse
Paul est le deuxième des cinq enfants issus du mariage du prince Nicolas IV Esterházy (1898-1920) et de sa femme la comtesse Marguerite Cziráky de Czirák et Dénesfalva (1874-1910). 
Il se consacre à des études de droit et sciences politiques et obtient un doctorat. 
Avec l'effondrement de l'empire d'Autriche-Hongrie en 1918, son père choisit la nationalité hongroise car en Autriche les titres de noblesse sont totalement interdits. Les Esterházy jouent encore un rôle assez important dans la vie politique hongroise des années 1920. Nicolas IV est ainsi un intermédiaire entre le gouvernement hongrois et les Alliés. Il a également participé aux négociations de paix avec Béla Kun qui ont permis la fin de la guerre civile.

### Douzième prince Esterházy en Hongrie
À la mort soudaine de son père en 1920, il devient le chef de la famille Esterházy, douzième prince Esterházy, à seulement 19 ans. Il est alors à la tête d'une des plus importantes fortunes de Hongrie. Grand propriétaire terrien, il ne possède pas moins de 128 000 hectares dans le royaume de Hongrie et 66 000 hectares dans le Burgenland de la nouvelle république d'Autriche. Il possède également plusieurs châteaux en Europe centrale : entre autres, le palais d'Eszterháza en Hongrie, le Palais d'Esterházy à Eisenstadt, depuis 1919 partie de l'Autriche, le Château de Forchtenstein ainsi que le Palais Esterházy à Vienne. 
Pendant l'Entre-deux-guerres et la Seconde Guerre mondiale, le prince timide reste en grande partie à l'écart de la vie politique hongroise.
Le 3 août 1946, il épouse la première ballerine de l'opéra de Budapest, Melinda Ottrubay. Le mariage a rencontré des réserves de sa famille et de la noblesse. Ils n'auront pas d'enfants. 
Entre 1946 et 1947, les biens des Esterházy en Hongrie sont simplement nationalisés et ceux du Burgenland autrichien sont placés sous l'administration de l'occupation soviétique jusqu'en 1955. Paul Esterházy est accusé de « trahison » par le gouvernement hongrois, comme le cardinal Jozsef Mindszenty et d'autres opposants présumés au régime communiste. Il est condamné à 15 ans de prison.

### Exil en Suisse
Lors du soulèvement populaire de 1956 en Hongrie, Esterhazy réussit à fuir en Autriche. Comme ses châteaux du Burgenland, en Autriche, ne sont qu'à quelques kilomètres de la frontière hongroise et que des enlèvements par les services secrets hongrois ont eu lieu, il a préféré vivre à Zurich désormais jusqu'à sa mort en 1989. 
Ses possessions au Burgenland avaient déjà donné lieu à des débats politiques houleux au Burgenland en 1946-1947 ; ils ont de nouveau lieu en 1956 et en 1964-1968. On reproche à la famille de posséder un sixième de la superficie totale des terres. Le parti social-démocrate d'Autriche fait campagne dans les années 60 pour une simple expropriation. La situation se calme lorsque la famille cède environ 25 % de ses propriétés. 
Après 1970, les relations entre le Burgenland et Paul Esterházy se détendent. Une série de coopérations fructueuses dans le domaine culturel (au château de Forchtenstein, symposium international de sculpture à Sankt Margarethen im Burgenland) et la construction du parc national du lac de Neusiedl aboutissent.
Il meurt le 25 mai 1989 à Zurich, moins de six mois avant la chute du mur de Berlin. Il est inhumé le 2 juin 1989 au cimetière zurichois de Manegg en présence de l'évêque d'Eisenstadt Stephan László, et du gouverneur de la province du Burgenland Johann Sipötz. Son épouse est son unique héritière, et son neveu Antoine II Esterházy lui succède comme treizième prince Esterházy.
À la suite de la chute du communisme en Hongrie en 1989, le verdict d'après-guerre qui avait condamné Paul Esterházy est annulé à titre posthume en 1990.
Jusqu'en 2004, sa veuve Melinda Esterházy a fait don des domaines familiaux situés en Autriche, dont Eisenstadt et Forchtenstein et une bonne dizaine d'autres domaines, à des fondations pour la préservation du patrimoine familial ce qui a conduit à des différends avec le neveu du prince.